# Complexe Ganjali Khan

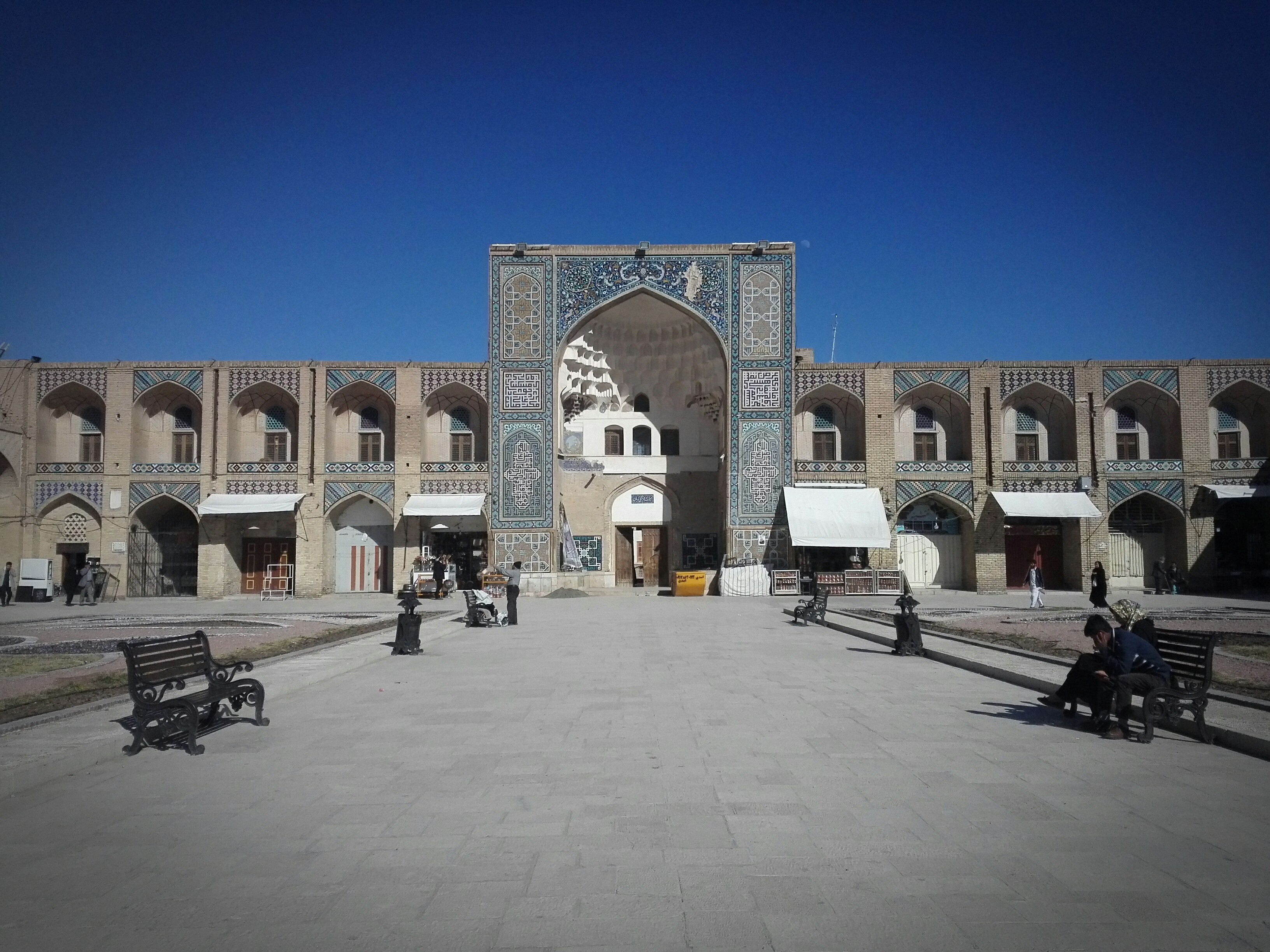
Façade du complexe

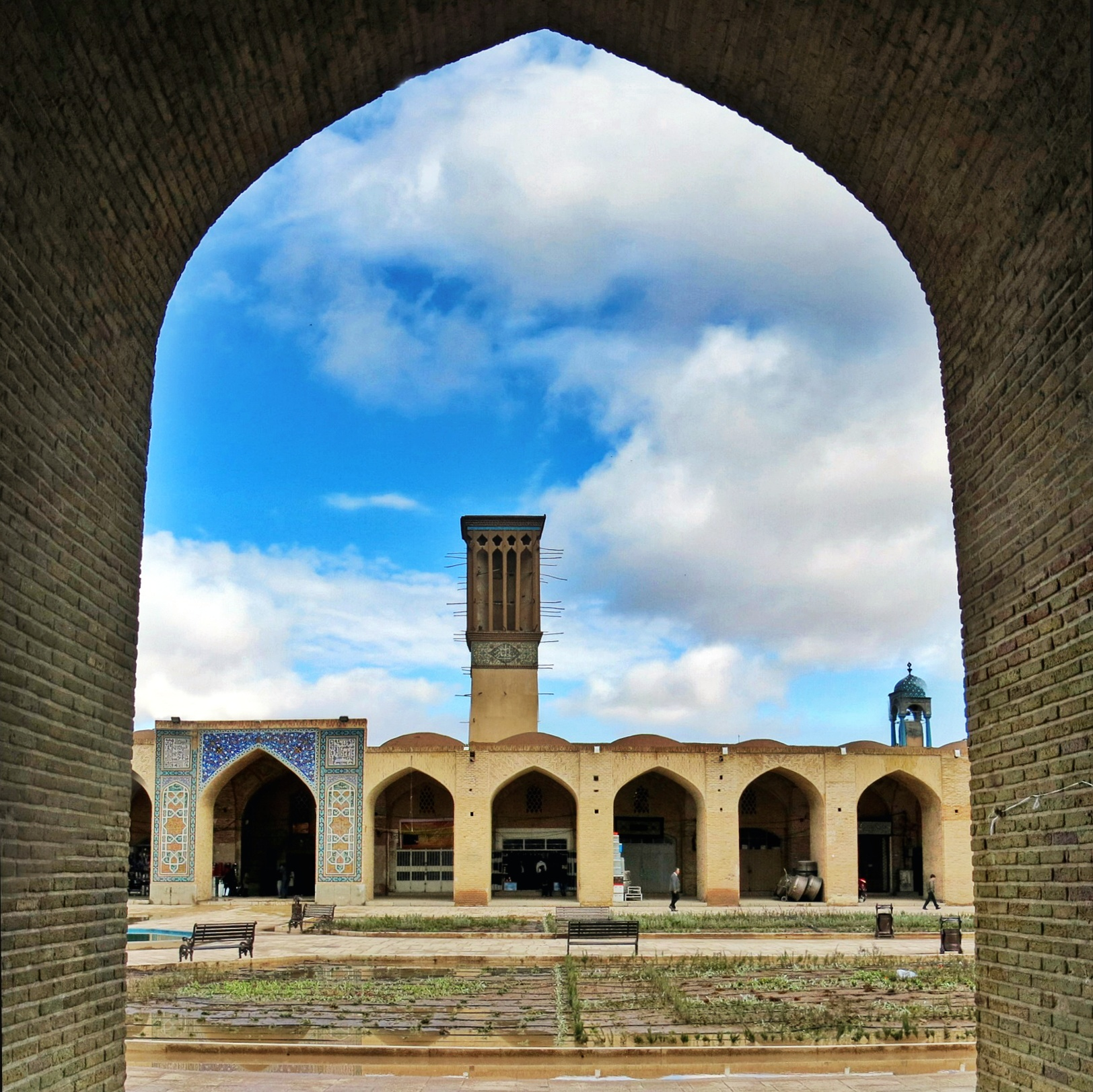
Collection du trésor de Khan à Kerman

Le complexe Ganjali Khan  à Kerman est adjacent au  bazar de la ville.
Ganj Ali Khan (en) a gouverné Kerman de 1005 à 1034 de l'Hégire et y a construit nombre de monuments. 
Parmi les bâtiments publics réalisés par le souverain on compte, outre le complexe portant son nom, le caravansérail de Zeinodin (appelé aussi ribat) situé sur la route de Yazd et un certain nombre de qanats autour de Kerman. Une partie des revenus provenant de canaux et des qanats était donnés à la fondation Astan-e Qods Razavi. 
La superficie du complexe du trésor de Khan est de 11 000 mètres carrés. Les dates d'édification sont respectivement l'année 1005 de l'Hégire pour le marché, 1020 pour le côté sud des bains, 1007 pour le côté est de la medersa, 1021 pour le caravansérail, 1021 pour le côté ouest du ab anbar.
Quatre mosquées, dont trois subsistent, étaient situées aux quatre côtés de la place dont la plus belle est celle située  à côté du caravansérail. Elle est devenue aujourd'hui un musée des arts décoratifs. Le style architectural est le style architectural iranien appelé aussi style d'Ispahan 
,

## Différents monuments

### Place

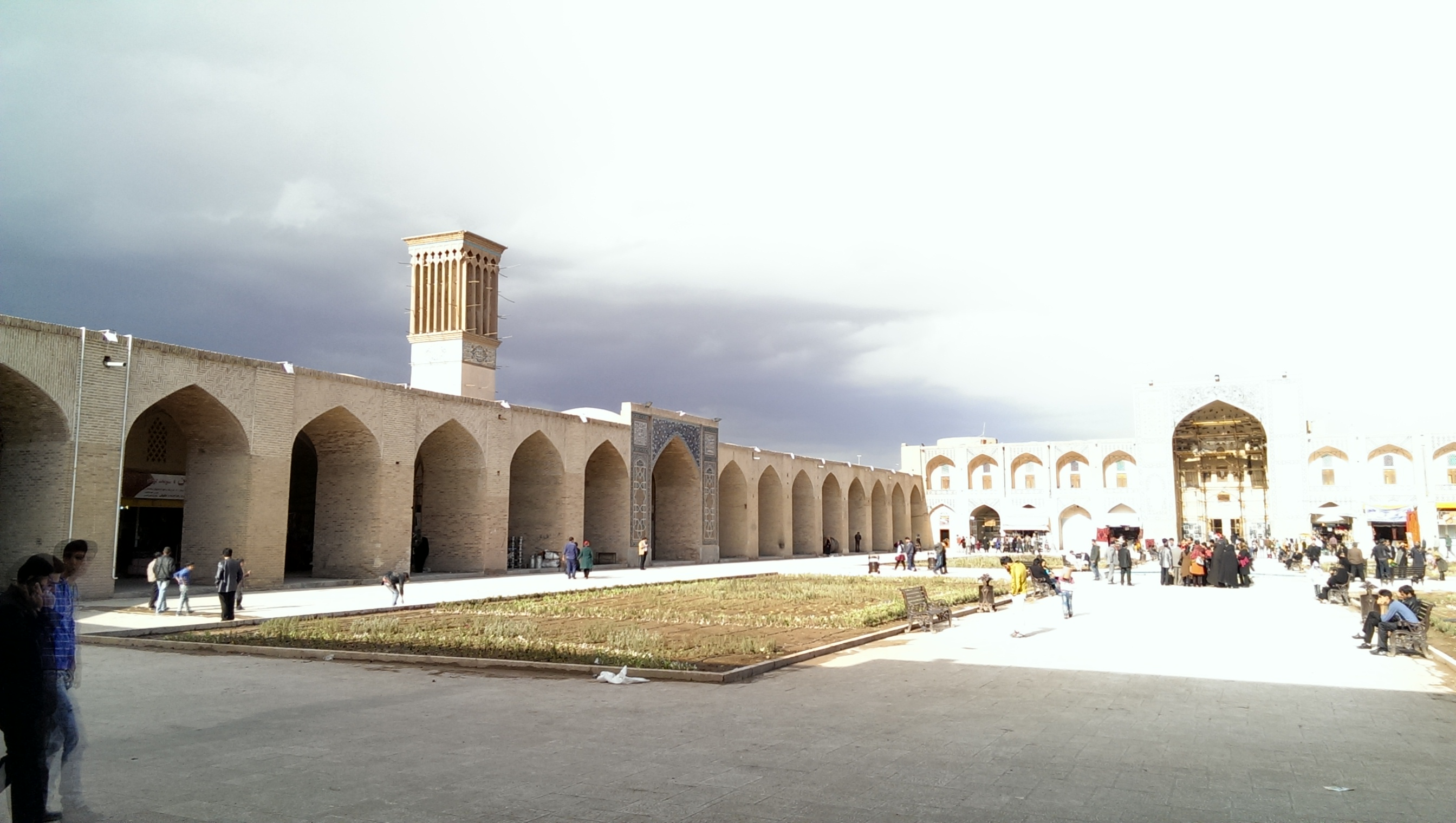
trésor du khan à Kerman

Parmi les composantes du complexe Gandjali khan du centre de la ville de Kerman, la place elle-même située près du grand bazar occupe une position importante comme d'autres places en Iran, à Ispahan ou à Yazd par exemple, qui rassemblent autour d'elles différents éléments urbains habituels.
Ce sont des bains, des ab anbars, des marchés, des bazars. Des arcs en briques, des espaces verts, des bassins d'eau, complètent harmonieusement le décor en ajoutant à la beauté de la place.

### Marché du cuivre
Le marché du cuivre de Kerman fait partie du complexe de Ganjali Khan. De même le musée de la monnaie.
Kerman est l'un des centres les plus importants pour la fabrication d'objets de décoration en cuivre depuis 5000 ans en raison de la proximité de mines de cuivre et de l'habileté de ses artisans. L'entrée en Iran de marchandises européennes a été la raison du premier déclin de l'industrie du cuivre et aujourd'hui ce sont les marchandises asiatiques, l'augmentation des salaires des artisans, qui entraînent la diminution de l'utilisation d'ustensiles et d'objets décoratifs en cuivre.

### Marché ou Bazar
Le marché se situe dans la partie sud de la place Gandjali Khan. À sa droite, se situent les thermes de Gandjali Khan ainsi que dix-huit boutiques. À sa gauche, se trouvent des arcades sous lesquelles travaillent des artisans. Le marché s'étend sur plus de 7 000 mètres carrés. Le style architectural est celui 
de l'époque safavides.

### Mosquée
La mosquée est située dans le quartier nord de la place. Elle date de l'an 1007 de l'Hégire. Le bâtiment est petit et se compose d'un porche d'entrée de 5 sur 25 mètres. La façade est couverte de motifs géométriques dessinés sur du plâtre. A l'intérieur des muqarnas, la décoration de plâtre agrémentent les lieux. Des chabestans assurent une régulation de la température et la ventilation en été et sont accessibles par des escaliers. 

### Bains

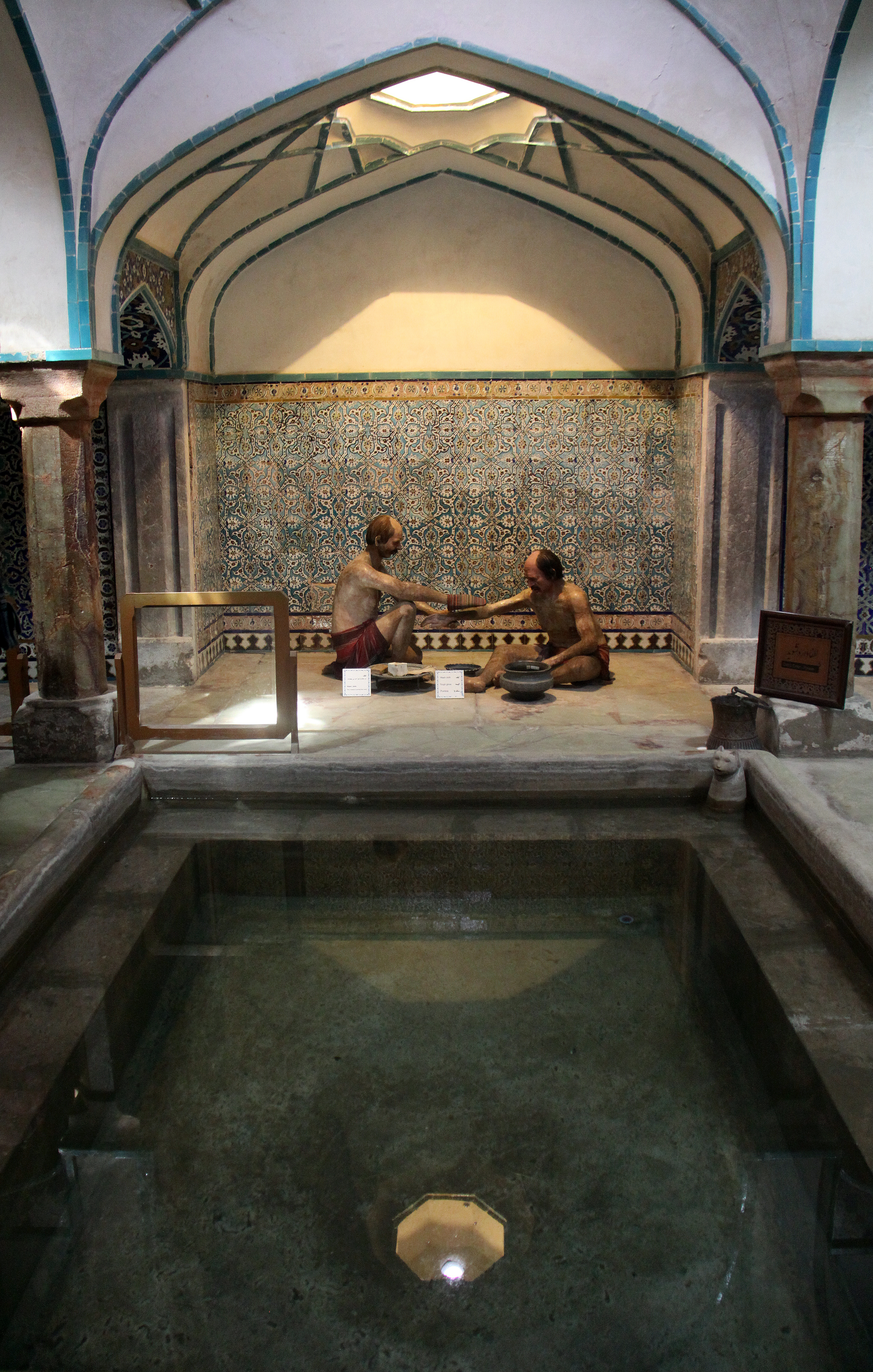
Bains de Kerman, (6)

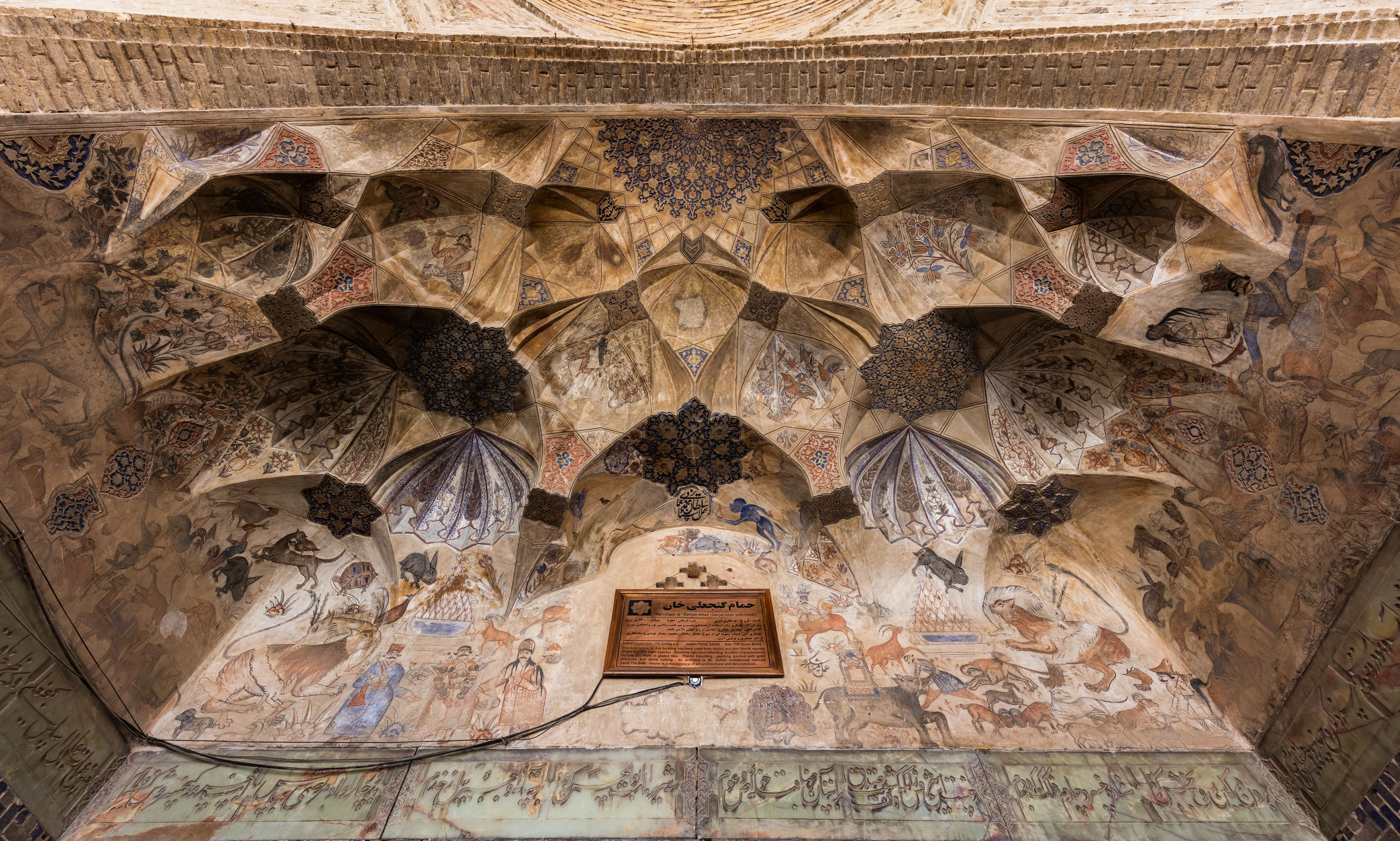
muqarnas des bains de Gandjali Khan

La décoration de ces bains est réalisée en partie par des fresques safavides. Une inscription poétique est gravée dans les murs sur du marbre et indique l'année de la construction des bains :Personne n'a jamais réalisé au monde un tel bain (1070 de l'Hégire)   

### Medersa
La medersa et le caravansérail sont les domaines les plus célèbres de Kerman. C'était en fait à l'origine une école florissante qui devint un caravansérail par la suite. Elle est située sur le côté est de la place Gandjali khan. Des carreaux portent l'inscription de l'année de son édification: 1007 de l'Hégire. Son architecte était Mohammad Sultan Yazdi. 

### Musée de la monnaie
Le musée de la monnaie est l'un des bâtiments du complexe situé du côté nord de la place. Il a été construit entre 1007 et 1035 de l'Hégire par le pouvoir en place à Kerman. La décoration intérieure est faite de stuc. Un dôme surmonte l'édifice et l'édicule au sommet fournit une partie de la lumière à l'intérieur et assure la ventilation.
Le plan du bâtiment est un carré et il comprend quatre vérandas. Lors de la restauration du bâtiment des pièces de monnaie en cuivre et en d'autres métaux ont été découvertes qui ont confirmé la destination du bâtiment. En 1370 de l'Hégire le musée de la monnaie a été ouvert dans ce bâtiment. Des pièces de différentes périodes de l'histoire ont été retrouvées dans ce musée et y sont exposées :  Sassanide, Omeyyade, Abbasside, Timouride, Ilkhan, Safavide, Afshar, Afghans,  Dynastie Kadjar,Dynastie Pahlavi.

### Réserve d'eau
C'est Ali Mardan Khan  qui a donné son nom à ce réservoir (appelé ab anbar en langue farsi) dans le complexe.

## Galerie

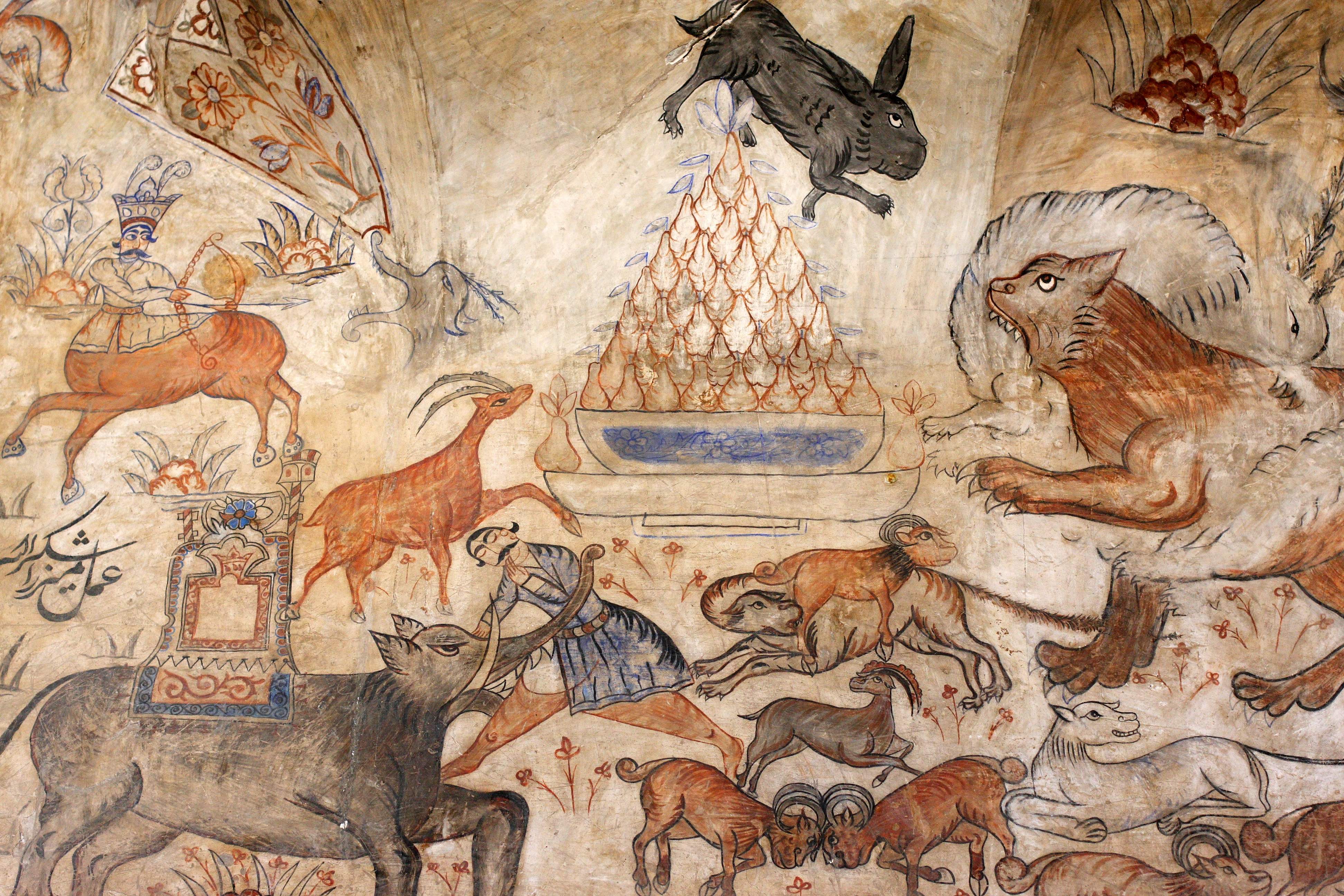
Fresques décorant le bazar
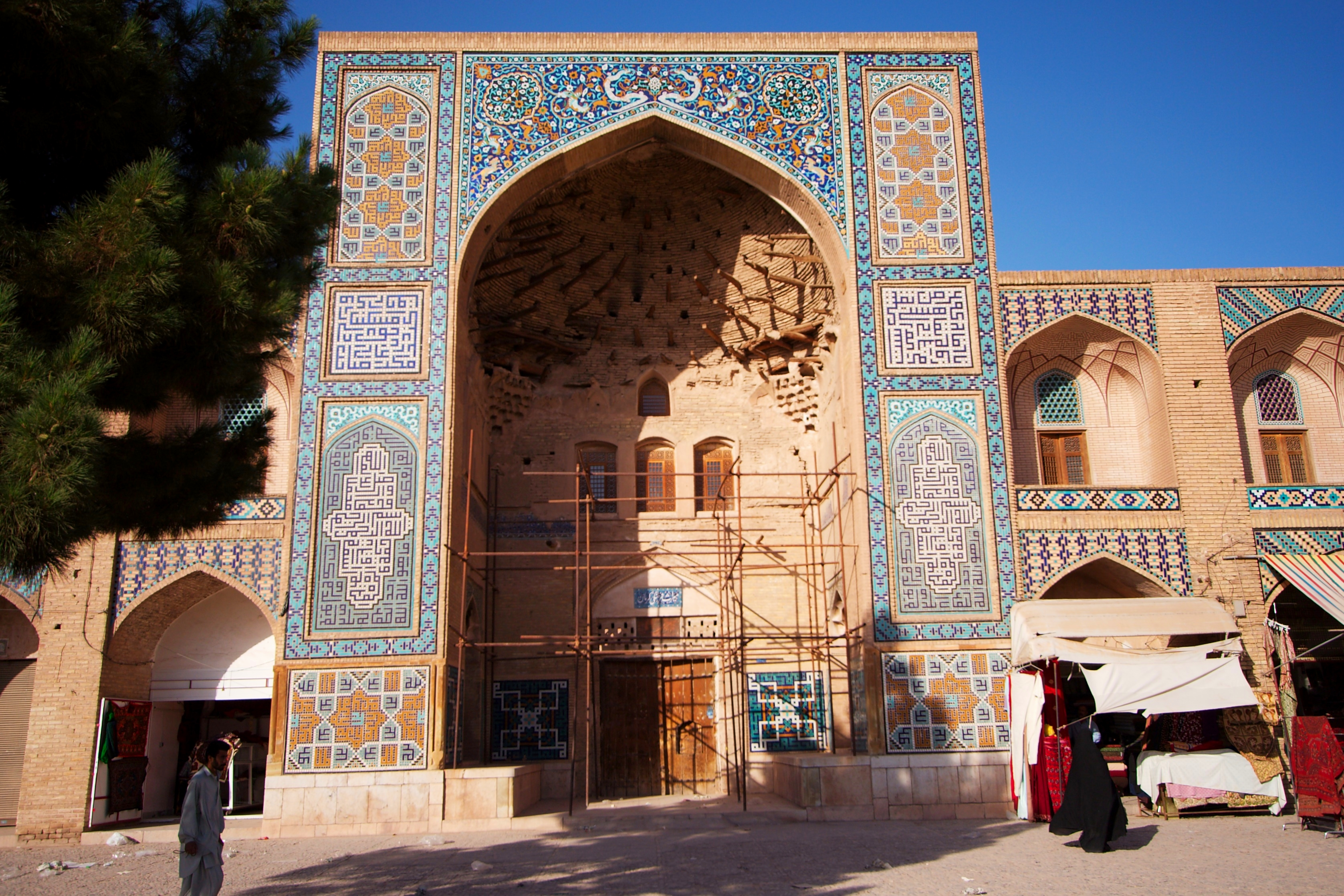
Portail d'entrée du complexe
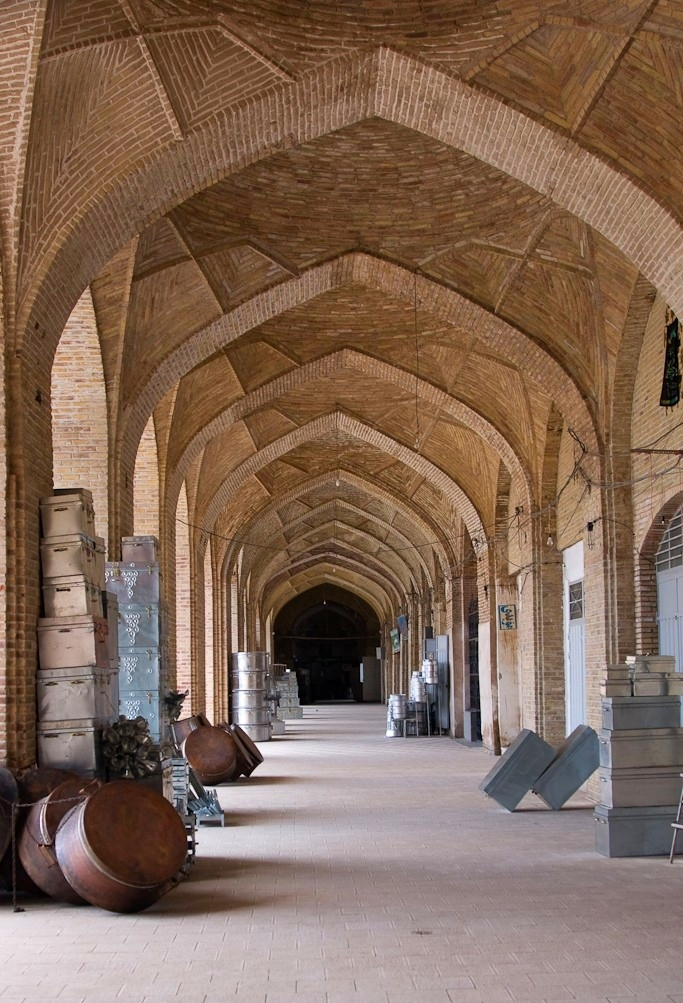
Les arcades du bazar de Ganj Ali Khan
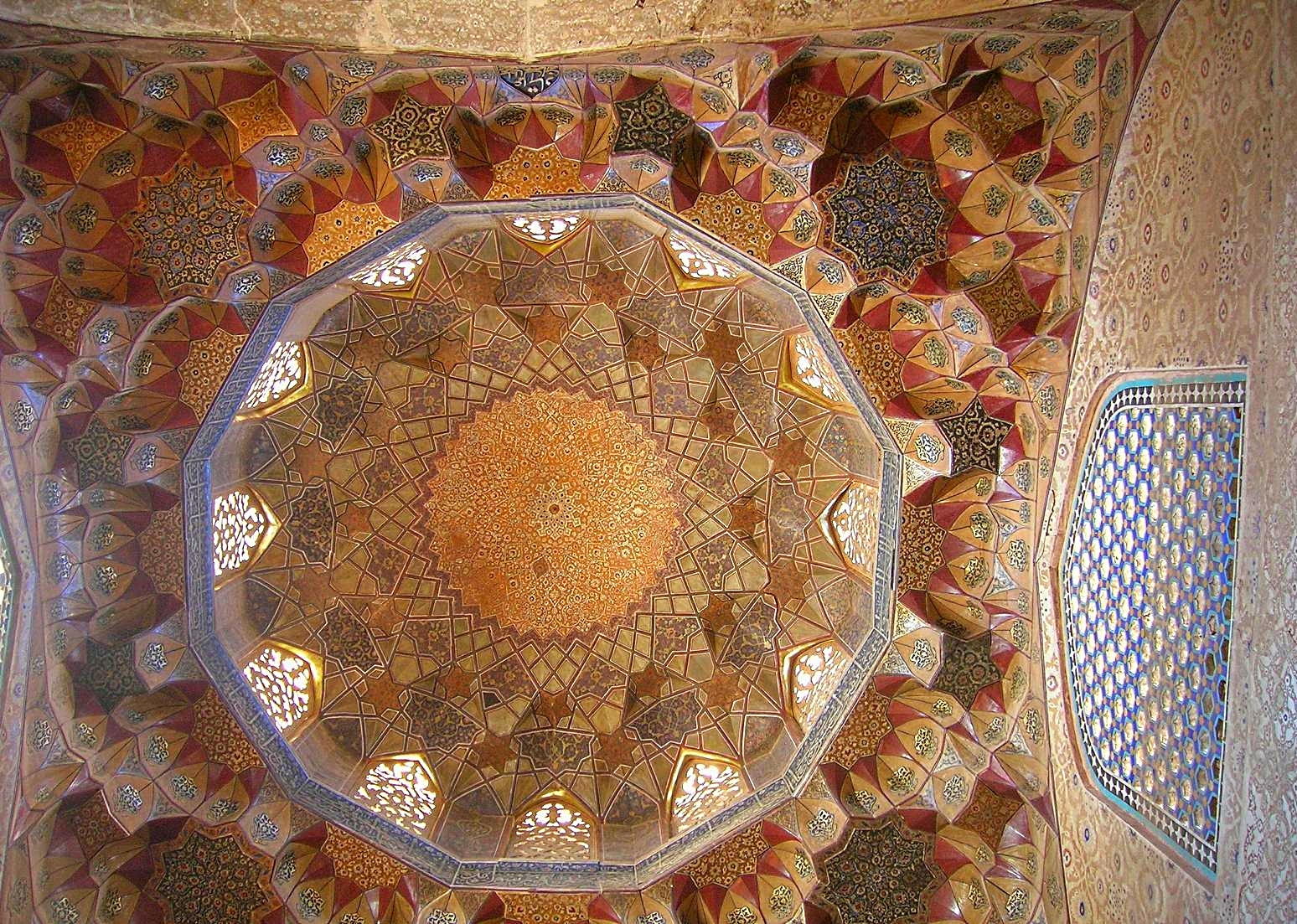
vue intérieure de la mosquée
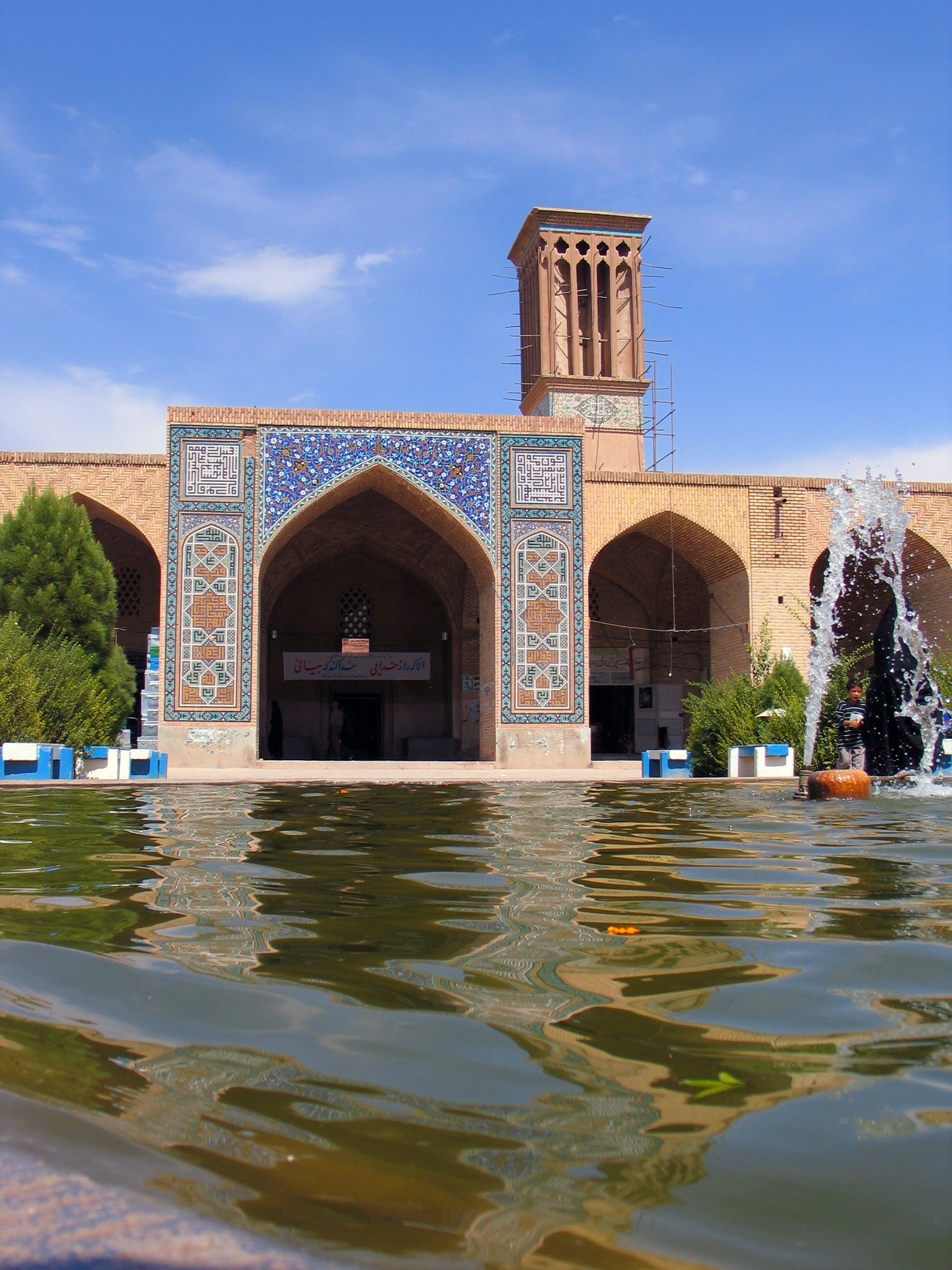
Entré du complexe et tout d'aération
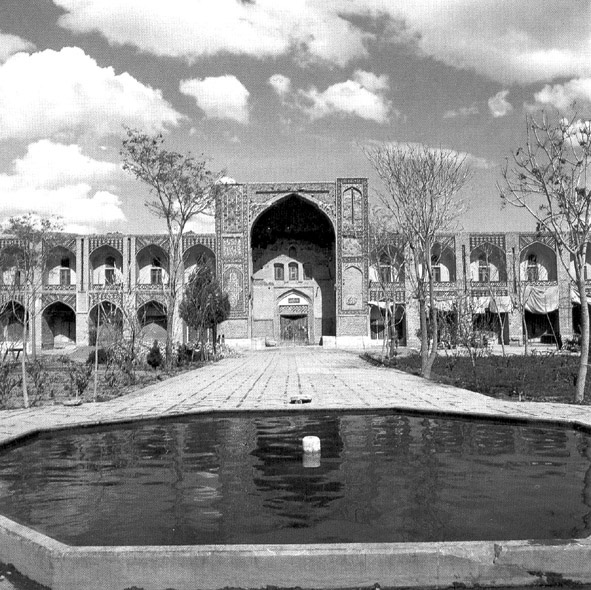
Vue d'ensemble ancienne
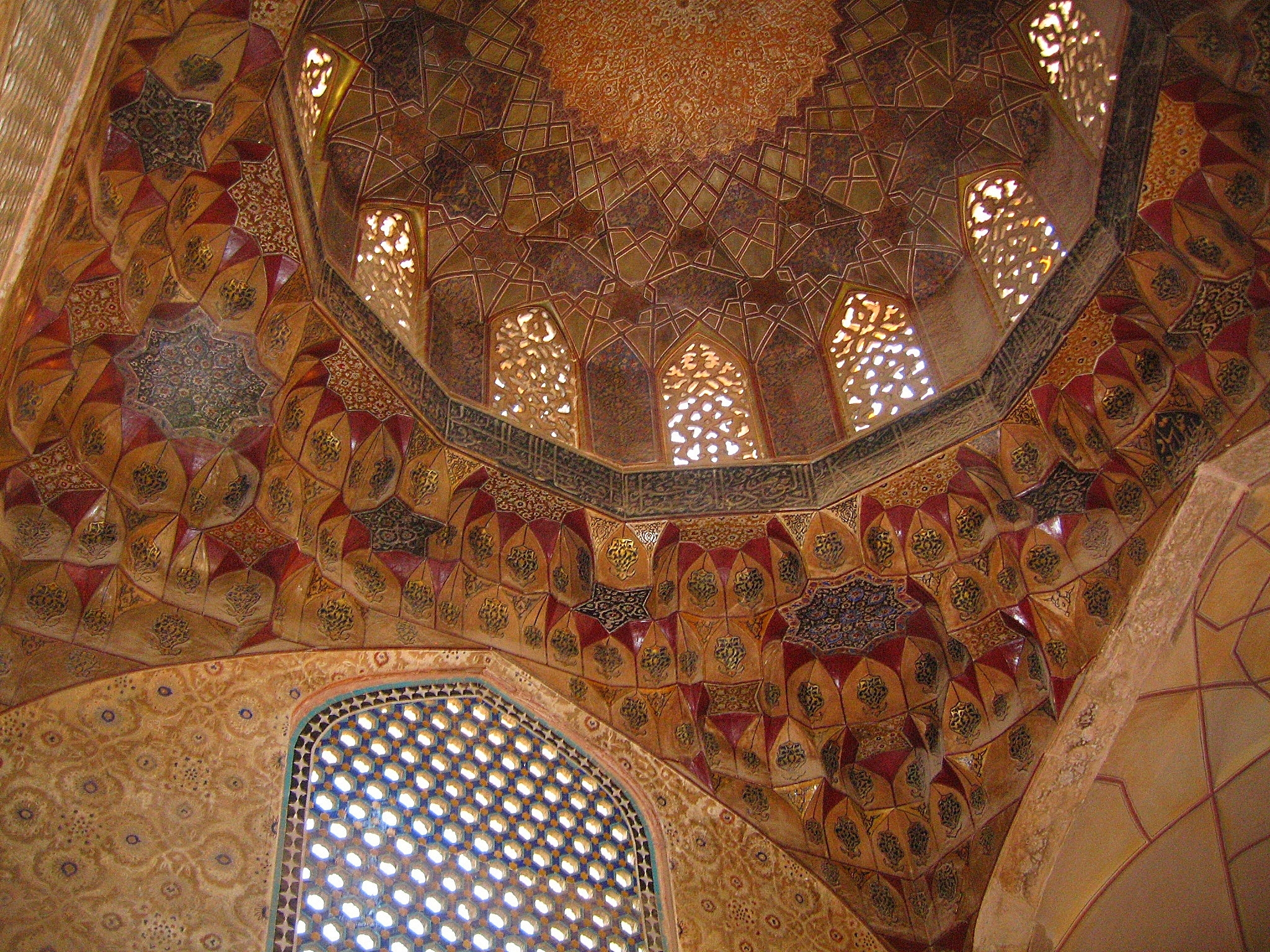
Intérieur de la mosquée du complexe Ganjali Khan
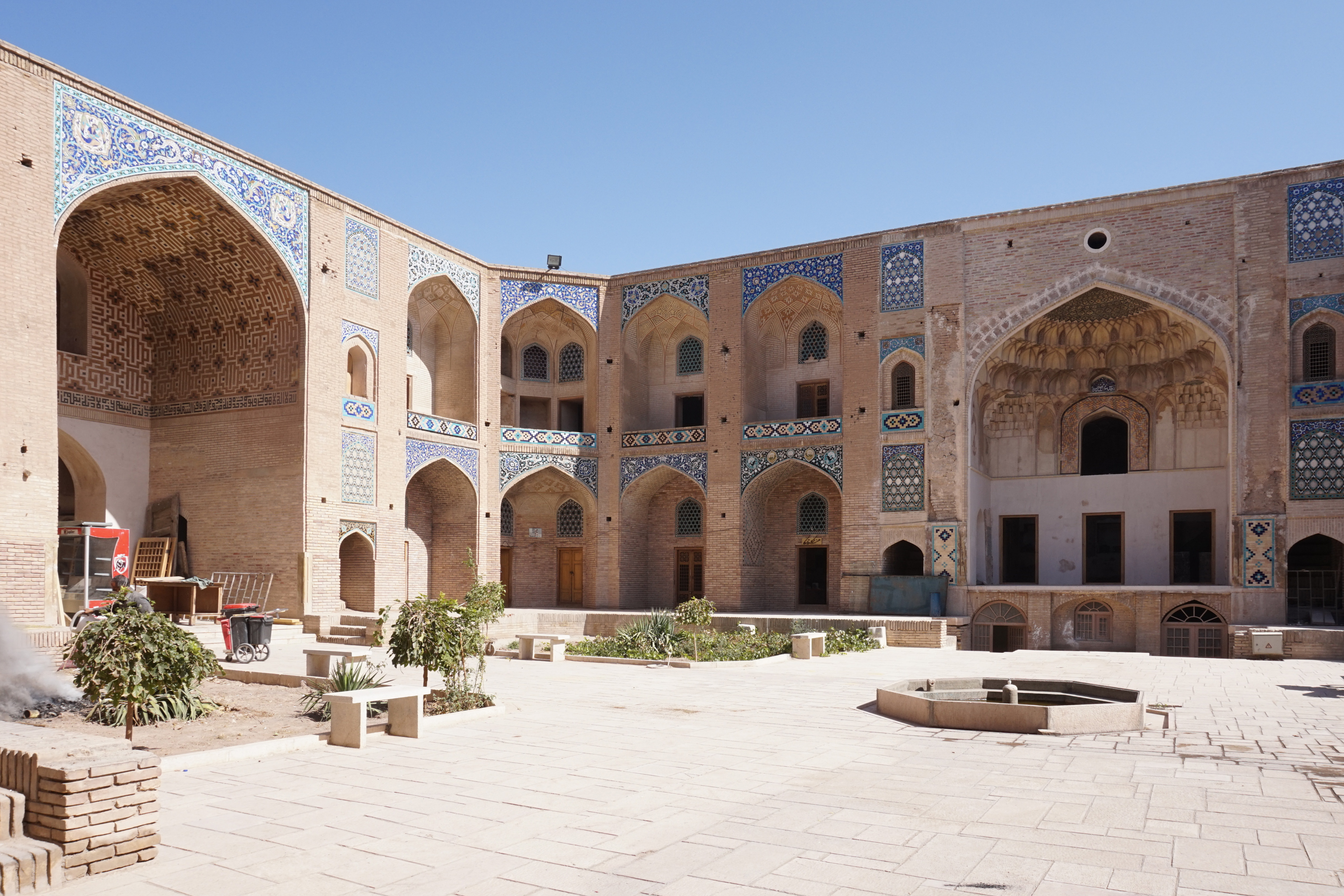
Caravanserail du complexe
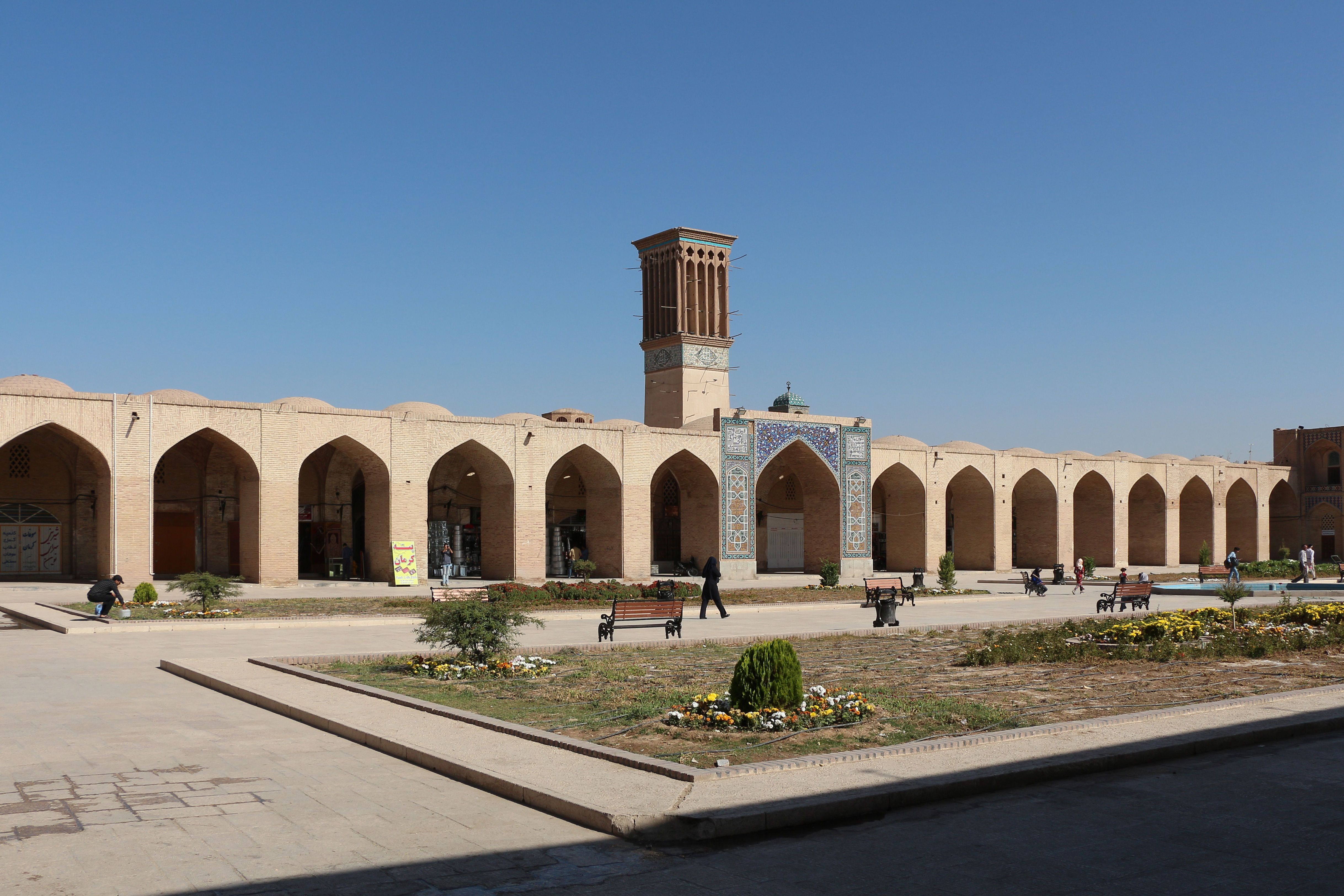
Vue d'ensemble
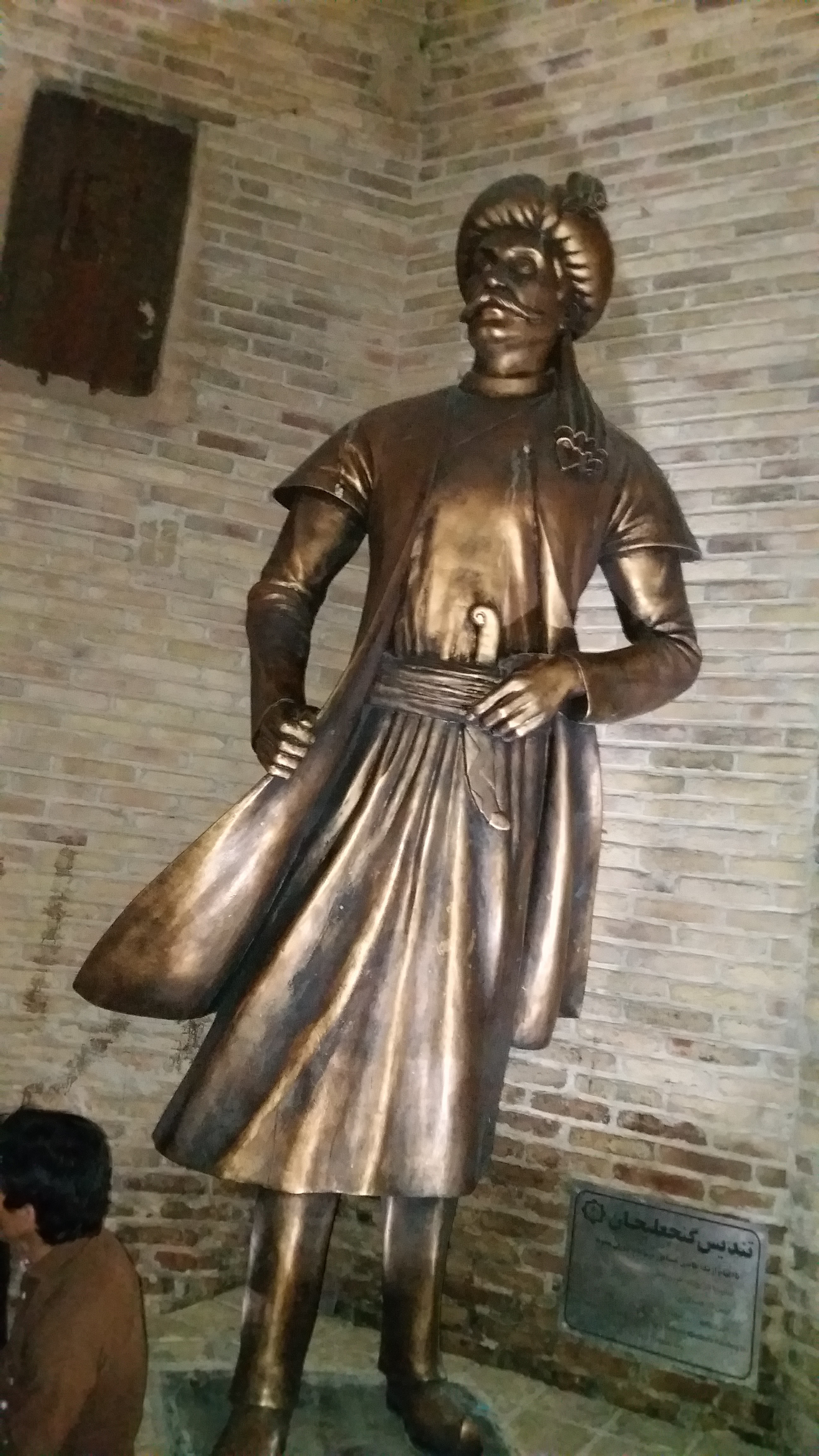
statue de Ganjali Khan